# Киберсекс
Киберсекс, или още известен като онлайн секс, е виртуален секс, при който обикновено 2 души, които комуникират през мрежа, като се свързват в чат с определена програма, в сайт, чат стая и т.н., изпращат (при взаимно съгласие) сексуално експлицитни съобщения, провокиращи или описващи сексуални усещания. Това е вид или разновидност на секс фантазия, при която фантазията е придружена от описването на фантазираните (или реални) действия на участниците в чата, които с думи и основно в писмена форма (с разпространението на широколентовия интернет може да бъде придружено от видео) по този начин стимулират взаимно своите сексуални усещания и фантазии.